# Farshid Talebi
Farshid Talebi (en persa: فرشید طالبی‎; Shiraz, Irán, 24 de agosto de 1981) es un exfutbolista iraní que jugaba en la posición de defensa.

## Carrera

### Club
| Periodo   | Club            | Apariciones | Goles |
| --------- | --------------- | ----------- | ----- |
| 2002-2006 | Fajr Sepasi FC  | 81          | 11    |
| 2006-2012 | Zob Ahan FC     | 138         | 12    |
| 2012–2013 | Sepahan FC      | 29          | 3     |
| 2013–2014 | Tractor Sazi FC | 15          | 0     |

### Selección nacional
Jugó para Irán en dos ocasiones de 2009 a 2011 y participó en la Copa Asiática 2011.

## Logros

### Club
- Copa Hazfi (3): 2008-09, 2012-13, 2013-14

### Individual
- Finalista al Futbolista Asiático del Año 2010.[1]
- Futbolista del Año del Zob Ahan FC en 2012.